# Pseudocuma longicorne
Pseudocuma longicorne är en kräftdjursart som först beskrevs av Charles Spence Bate 1858.  Pseudocuma longicorne ingår i släktet Pseudocuma och familjen Pseudocumatidae. Arten är reproducerande i Sverige. Inga underarter finns listade i Catalogue of Life.